# Церковь Святого Бенедикта (Атесса)
Церковь Святого Бенедикта (итал. Chiesa di San Benedetto) — церковь в архиепархии Кьети-Васто Римско-католической церкви во фракции Пьяццано в коммуне Атесса, в провинции Кьети, в регионе Абруццо, в Италии.

## История
Идея строительства церкви в Пьяццано восходит к 17 января 1939 году, когда Вито Баттилани создал комиссию по строительству сельской часовни и открыл накопительный счет в почтовом отделении Пьяццано. Ещё большую инициативу в этом деле проявила его супруга Джузеппина, урожденная Педрони, которая, после смерти в младенчестве их единственного сына Антонио в 1931 году, в течение 10 лет пыталась построить храм в честь святого Антония. Первые попытки по возведению храма были предприняты в 1940—1942 годах.
В 1954 году по просьбе Вито Баттилани во фракцию был прислан временный священник Джорджо Фальцони. Тогда же в одной из комнат в доме местных жителей была устроена часовня Святейшего Сердца Иисуса. В 1960 году священник Лучиано Чиккитти, уже год как назначенный настоятелем прихода, создал приют в Пьяццано, во внутреннем дворике которого построил часовню Богоматери Лурдской.
Развитие промышленной зоны в регионе способствовало скорому строительству социального центра и возведению церкви. Первый камень в основание нынешней церкви, освященной в честь Святого Бенедикта, был положен Винченцо Фаджоло, архиепископом Кьети и апостольским администратором Васто в субботу 25 ноября 1972 года, накануне праздника Христа Царя.
На церемонии закладки первого камня также присутствовали Бенедетто Фалькуччи, епископ Атессы и министр здравоохранения Ремо Гаспари. Проект храма был создан инженером Флориндо Карабба и геодезистом Себастьяно Катания.
Церковь была освящена 28 декабря 1975 года епископом Винченцо Фаджоло. В этот же день были освящены два новых колокола. В 1979 году фасад здания украсила мозаика. Церковь была полностью отремонтирована к 1998 году, по проекту приходского священника Клаудио Пеллегрини и освящена 28 декабря того же года Эдоардо Меникелли, архиепископом Кьети-Васто.
Праздник святого Бенедикта здесь отмечается ежегодно во второе воскресенье июля.

## Описание
Храм представляет собой латинский крест с полигональным куполом.
Фасад церкви украшен мозаикой, на которой изображен святой Бенедикт. Справа от святого Бенедикта изображен священник Лучано Чиккитти, скончавшийся ко времени создания мозаики. Он изображен с лопатой в руках, в память о его трудах по благоустройству прихода. Слева от святого Бенедикта изображен святой Альфредо Пинелли.
Внутреннее убранство храма выдержано в мягких тонах. Окна украшены витражами. Большая люстра и бра из кованого железа выполнены по эскизам местной художницы Элеоноры Майоло. Ею же расписаны апсида и боковые стены. На апсиде изображены четыре евангелиста. Алтарь, кафедра, картины Крестного пути и пасхальный подсвечник сделаны из камня местным скульптором Николой Фарина. На алтаре стоит статуя Христа, возносящегося на небо, в окружении шести витражей, изображающих, слева на право, святую императрицу Елену, святого Антония Падуанского, святого Бенедикта, святого Камилла Де Леллиса, святого Гарвиила и святого Роха.
Рядом церковью находится статуя Мадонны, возведенная в честь принесения в Пьяццано чудотворной статуи Богоматери из санктуария Касальбордино в 1998 году, и памятник священнику Лучиано Чиккитти, поставленный в 1980 году, после его безвременной кончины.
Оригинальная по своему архитектурному решению высокая колокольня (27 метров) украшена часами.